# John Hurt
Sir John Vincent Hurt CBE (Chesterfield, 22 de janeiro de 1940 – Cromer, 25 de janeiro de 2017) foi um ator britânico.
Morreu em 25 de janeiro de 2017, por complicação de um câncer de pâncreas.

## Principais filmes
- 1966 — A Man for All Seasons
- 1971 — O Estrangulador de Rillington Place
- 1976 — I, Claudius (série) - Calígula
- 1978 — O Expresso da Meia-noite
- 1978 — O Senhor dos Anéis - Aragorn (voz)
- 1979 — Alien, o Oitavo Passageiro - Kane
- 1980 — O Homem Elefante
- 1980 — Portal do Paraíso -  William C. "Billy" Irvine
- 1984 — 1984 - Winston Smith
- 1987 — S.O.S. - Tem um Louco Solto no Espaço
- 1990 — Terra da Discórdia
- 1990 — Frankenstein Unbound - Dr.Joseph Buchanan
- 1993 — Até as Vaqueiras Ficam Tristes
- 1995 — Rob Roy - A Saga de uma Paixão
- 1997 — Contato
- 2000 — Tigrão - O Filme (voz)
- 2001 — O Capitão Corelli
- 2001 — Harry Potter e a Pedra Filosofal - Olivaras
- 2002 — Crime e Castigo
- 2003 — Dogville (narrador)
- 2004 — Hellboy - Professor Trevor Bruttenholm
- 2005 — A chave mestra
- 2005 — Valiant (voz)
- 2005 — V de Vingança - Chanceler Adam Sutler
- 2006 — Perfume: The Story of a Murderer - (narrador)
- 2008 — Indiana Jones e o Reino da Caveira de Cristal - Prof. Harold Oxley
- 2008 — Hellboy II: The Golden Army - Professor Trevor Bruttenholm
- 2008 — Outlander - Hrothgar
- 2008–2012 — Merlin - O Dragão
- 2009 — An Englishman in New York
- 2010 — Harry Potter and the Deathly Hallows: Part 1 - Olivaras
- 2011 — Harry Potter and the Deathly Hallows: Part 2 - Olivaras
- 2011 — Melancholia - Dexter
- 2011 — O Espião que Sabia Demais - Control
- 2011 — Immortals - Zeus velho
- 2013 — The Day of the Doctor - The War Doctor
- 2013 — Expresso do Amanhã - Gilliam
- 2013 — Only Lovers Left Alive - Christopher Marlowe
- 2014 — Hércules - Rei Cotys
- 2016 — The Legend of Tarzan - Prof. Arquimedes Porter

## Premiações
- Foi indicado ao Oscar de Melhor Ator por O Homem Elefante e de Melhor Ator Coadjuvante por O Expresso Da Meia-noite.
- Ganhou o Globo de Ouro de Melhor Ator Coadjuvante por O expresso da meia-noite e foi indicado na categoria de Melhor Ator — Drama por O Homem Elefante.
- Ganhou o BAFTA de Melhor Ator por O Homem Elefante, de Melhor Ator Coadjuvante por O Expresso Da Meia-noite e foi indicado três vezes na categoria de Melhor Ator Coadjuvante por O Estrangulador de Rillington Place, Alien, o oitavo passageiro e Terra da discórdia.
- Ganhou o prêmio de Melhor Ator no Festival de Valladolid, por 1984.